# Стрільчий острів
Стрільчий острів, Стрільча скеля — мальовничий острів біля села Волоське на р. Дніпро нижче м. Дніпро. Після побудови Дніпрельстану і підняття рівня води в Дніпрі 1932 року острів значно затоплений, але остаточно не знищений.
За Лоханським порогом зразу праворуч знаходилися Буздиганові скелі, а біля самого берега Дніпра — так звана Стрільча скеля, на «Карті Дніпра» 1768 року Лоханська Стрілиця.
Цей невеликий, але дуже високий, скелястий острів вражає своєю оригінальною красою. В XVII сторіччі про нього відомий французький інженер Боплан писав так:
|  | На відстані від першого порога й до останнього я помітив тільки два острови, яких не затоплює вода. Перший стоїть між третім та четвертим порогами і зветься Стрільчий; це цілковита скеля біля 30 футів заввишки, зі стрімкими краями навкруги; він має біля 500 кроків завдовжки й 70–80 завширшки. Я не знаю, чи є на ньому вода, бо ніхто його не відвідував опріч птаства; а втім, він увесь навкруги поріс диким виноградом |

.

## Скарб острова
Про цей Стрільчий острів між людьми здавна йде така балачка, що на ньому закопані великі гроші, а закопали їх, кажуть, запорожці.
Запорожці вирили там глибоку яму, наклали туди золото, срібло, рушниці та й засипали все те піском. Потім того розложили на тому піску якогось хлопця та й давай його сікти; сікли, сікли, а тоді його й питають: «А знаєш ти, за віщо ми тебе січем?» — «Ні, не знаю», каже хлопець, а сам плаче. Давай вони його вдруге сікти. Сікли, сікли, перестали й знов питають: «А що, знаєш?» — «Ой, татусеньки рідненькі, не знаю». Давай втретє. Кричало те хлоп'я, кричало, аж поки охрипло. «Годі», — кажуть. І давай питати: «Скажи, скурвий сину, за що ми тебе січем?» — «За те, щоб пам'ятав, де поклали скарб». «Ну, — кажуть, — догадався; обдивися ж та йди собі з Богом». Вирвався хлопець, одбіг геть далеко од острова та й давай питати шляху на Україну. Питав, питав, допитався; дійшов аж до свого батька. Це було, кажуть, зараз, як Січ зруйнували. Через скільки там десятків років з Київської губернії гнав один дід по Дніпру пліт. Догнав до слободи Волоської та й пішов шукати грошей на Стрільчий. Отже, те місце вже було загорнуте камінням, довго він його шукав, та так і не знайшов. Давай тоді той дід розказувати. А то був той самий дід, якого сікли запорожці, коли він був Ще хлопцем. Дід розказав і прикмети, де закопували скарб: «На тім боці, — каже, — супроти острівка стояв дуб, на дубі була товста гілка, яка показувала на острівок, де саме сховано скарб. Деякі старі люди ще й пам'ятають того дуба, а мені, признаться, не в замітку. Тепер на тому місці груша».
Народний переказ про скарб на Стрільчому острові (Стрільчій скелі) записав 1875 року у волоського селянина Тимофія Каверми український етнограф Яків Новицький. Наступного 1876 року цей переказ опублікував Михайло Драгоманов, а 1908 року — сам Новицький у збірнику «Запорожские и гайдамацкие клады» (Олександрівськ, 1908). Згодом цю легенду навів Дмитро Яворницький у географічно-історичному нарисі «Дніпрові пороги» (1928).

## Археологія
1888 року на верховині Стрільчої скелі знайшли й обстежили майстерню виробів неолітичного періоду кам'яної доби. Досліди робила одна з перших жінок-археологів в Україні та і в Росіській імперії водночас Катерина Миколаївна Мельник-Антонович, а після неї декілька разів на Стрільчій скелі працював Трохим Миколайович Романченко.
«Майстерня, що на Стрільчій скелі, — пише К. М. Мельник-Антонович, — одна з найбільших у південній Росії майстерень кам'яної доби; тут зосереджувався вибір одбивних та полірованих кам'яних знарядь, кістяних та гончарних виробів. Вироби цієї майстерні відзначаються красою та чистотою обробки, великою різноманітністю в типах та орнаментовці предметів».
8-24 січня 1890 року в Москві проходив 8-й археологічний з'їзд. Археолог Катерина Мельник-Антонович виголосила на ньому доповідь «Стоянка и мастерская каменного века у Днепровских порогов». В основу повідомлення покладені результати її знахідок у с. Волоському. Потім доповідь виходить друком у «Трудах VIII археологического съезда в Москве».
На стоянці розвинутого неоліту було виявлено фрагмент поліхромного посуду, характерний для Кудринецького поселення трипільської культури, а інший знайдений фрагмент дуже схожий на Сабатинівський тип пам'яток трипільської культури.